# Crocidura glassi
Crocidura glassi is een zoogdier uit de familie van de spitsmuizen (Soricidae). De wetenschappelijke naam van de soort werd voor het eerst geldig gepubliceerd door Heim de Balsac in 1966.

## Voorkomen
De soort komt voor in Ethiopië.